# Pajarón
Pajarón è un comune spagnolo di 84 abitanti situato nella comunità autonoma di Castiglia-La Mancia.